# Ethiopische raaf
De Ethiopische raaf (Corvus edithae) behoort tot de familie van de kraaiachtigen.

## Verspreiding en leefgebied
Deze soort komt voor in Ethiopië en omringende landen.

## Status
De grootte van de populatie is niet gekwantificeerd maar de soort wordt omschreven als algemeen. Op de Rode lijst van de IUCN heeft deze soort de status niet bedreigd.

## Externe link

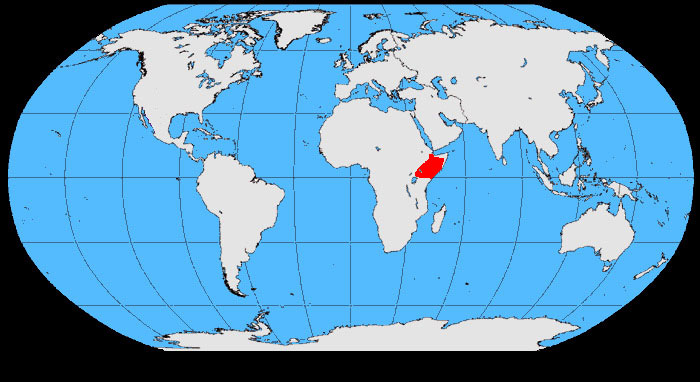
Verspreidingsgebied van de Ethiopische raaf